# Problemzone Schwiegereltern
Problemzone Schwiegereltern ist eine deutsche Fernseh-Komödie von Regisseurin Christine Hartmann aus dem Jahr 2004. Nachdem er im Juni/Juli 2004 in Berlin gedreht wurde, wurde er am 11. November 2004 zum ersten Mal auf ProSieben im Fernsehen gezeigt. Der Film ist auch unter dem Titel Meine Eltern, deine Eltern und wir bekannt.

## Handlung
Lars und Annette wollen heiraten. Sie laden ihre Eltern zu einem Kennenlern-Wochenende ein und wollen bei dieser Gelegenheit ihren Plan bekanntgeben. Die Elternpaare – Annettes Vater Hermann ist ein erzkonservativer Offizier, Ruth, die Mutter von Lars eine lesbische, alt-68er Psychoanalytikerin – prallen aufeinander.
Lars und Annette versuchen alles, um bei den zukünftigen Schwiegereltern einen guten Eindruck zu machen, setzen sich dabei selbst tierisch unter Druck. Der erste Abend verläuft mit Irritationen und Peinlichkeiten noch glimpflich. Aber am zweiten Tag gerät der als Überraschung geplante Empfang bei Hermanns alter Burschenschaft durch Ruths Auftritt zur Katastrophe. Die totale Inkompatibilität der beiden Elternpaare ist nur das kleinere Problem. Aber im Stress dieses Wochenendes lernen vor allem Annette und Lars sich besser kennen. Auch von ihren Schattenseiten.
Als am Ende des Wochenendes ihre Wohnung und das Cabrio des Offiziers durch einen Wasserschaden zerstört ist, Lars impotent geworden scheint und den Verdacht nicht loswird, dass Annette lesbisch ist, während Annette Lars für einen Lügner halten muss und sich selbst zur Drogenbeschafferin gemacht hat, um bei Lars’ Mutter zu punkten, scheint ihr Plan revisionsbedürftig: Am Freitag wollten beide noch heiraten. Am Sonntag machen sie Schluss miteinander.
Und erst jetzt, als es auf einmal vollkommen egal ist, welchen Eindruck man auf Schwiegereltern in spe macht, als man sich endlich befreit hat von den Erwartungen der eigenen Eltern, sich für niemanden mehr verrenken muss, ist für Lars und Annette auf einmal auch wieder der Weg frei, zueinander zu finden.

## Kritik
„Turbulente Fernsehkomödie, in der ein Paar heiraten will, diese Botschaft allerdings noch seinen Eltern übermitteln muss.“